# 54-es villamos (Budapest)
A budapesti 54-es jelzésű villamos a Nagyvárad tér és Pestimre, alsó vasútállomás között közlekedett. A járatot megszűnése előtt a Fővárosi Villamosvasút üzemeltette.

## Története
1914. november 1-jén és 2-án közlekedett először mindenszentekkori járatként a Baross forgalmi telep – Új köztemető útvonalon. 1924. június 1-jén indult el az 53-as villamos párjaként a Keleti pályaudvartól az Óbudai kocsiszínig az Erzsébet hídon és a Bécsi úton keresztül. 1930. szeptember 14-én szűnt meg.
1957. július 2-án indult el az új 54-es villamos ingajáratként a Malinovszkij út (ma Vas Gereben utca) és Fogaras (ma Karton) utca útvonalon, 4 megállóhellyel a szemétszállító vasút pályáján. A vonal hossza ekkor még a két kilométert sem érte el. 1958. október 1-től már a Nagyvárad tértől indult az 54-es villamos és Pestimre, felső vasútállomásig közlekedett. Az új vonal hossza már 10,6 km volt, ebből a Háromszék utcától Pestimréig 5,7 km egyvágányú vonal. 1960 decemberében a vonal a Pestimre, Ady Endre utcáig, 1961 januárjától pedig a Pestimre, alsó vasútállomásig közlekedett. 1961 decemberétől az 51-es villamost kibővítették Pestimre felé, ezért az 54-es villamos megszűnt.

## Megállóhelyei 1957-ben
| 0 | Malinovszkij út végállomás              | 3 |    |
| 1 | Beszterce utca (feltételes megállóhely) | 2 |    |
| 2 | Lajosmizsei vasút                       | 1 |    |
| 3 | Fogarasi utca végállomás                | 0 | 36 |